# Gal·lípoli (pel·lícula de 1981)
Gal·lípoli (Gallipoli en el seu títol original en anglès) és un drama històric de l'any 1981 dirigit per Peter Weir i protagonitzat per Mel Gibson i Mark Lee.

## Argument
Perth, Austràlia Occidental, 1915. El camperol Archy Hamilton (Mark Lee) participa en una cursa, coneixent un altre jove atleta, el pragmàtic Frank Dunne (Mel Gibson), de qui es fa amic. Ha esclatat la Primera Guerra Mundial i el govern australià s'integra al bàndol aliat. Àvid de viatges i aventures, Archy s'allista en un regiment de cavalleria lleugera. Refusat per no saber muntar a cavall, Frank s'allistarà a infanteria. Els amics es retroben al Caire, embarcant poc després cap a la península de Gal·lípoli. Lluitant a les trinxeres, tots dos amics hauran d'afrontar la duresa de les batalles contra els turcs. Moriran milers de soldats australians.

## Context històric i artístic
La cinquena pel·lícula llarga del realitzador australià Peter Weir evoca la batalla esdevinguda, durant la Primera Guerra Mundial, a la península turca de Gal·lípoli (entre el golf de Saros i l'estret dels Dardanels). En aquella confrontació, milers de joves soldats australians i neozelandesos van pagar amb escreix una victòria impossible sobre les tropes turques, defensant fins a morir un emplaçament estratègic per a l'avenç militar britànic. Però la pel·lícula gairebé no té res a veure amb el comú cinema bèl·lic. Més enllà de la substancial verificació d'una històrica derrota militar i d'una tan inútil com absurda tragèdia col·lectiva de cent mil morts, el relat descobreix la fonda intimitat de dos dels combatents. Això s'amplia amb un diàfan ideari antibel·licista i amb una sentida elegia en record d'una joventut malmesa. Conceptes gens discordants amb la remembrança d'una època molt especial i amb la mítica romàntica de l'aventura, quelcom constatable en les seqüències inicials. L'essència és dramàtica, prou terrible i esfereïdora en les escenificacions del camp de batalla. Però la narració, concentrada en la generosa amistat i en el destí comú dels joves atletes, es veu impregnada per caràcters lírics i humanistes.
Molt ben fotografiada en format panoràmic per Russell Boyd i subtilment narrada per un cineasta capaç de mesurar les emocions, tensar l'espera de les batalles i fer un encertat ús de la música i dels silencis, la pel·lícula va brindar un dels primers papers importants al jove actor Mel Gibson, qui només dos anys abans havia rodat Mad Max (George Miller, 1979), i que no trigaria a ésser reclamat per la gran indústria de Hollywood. Un camí tanmateix emprès per Peter Weir.
La pel·lícula va ésser en part finançada pel magnat Rupert Murdoch, el qual va explicar que el seu pare (antic corresponsal de guerra) havia publicat cròniques en les quals denunciava la irracionalitat del comandant britànic en l'estratègia dels Dardanels, pel que sembla aprovada pel primer lord de l'Almirallat (Winston Churchill).

## Frases cèlebres
| « | (...) "Apa, Snoowy, beu-ne un glop. Déu no t'ho tindrà en compte. Déu es torna cec una hora abans de cada batalla." (Un dels soldats australians) | » |

## Curiositats
- La pel·lícula fou molt criticada per ignorar la contribució britànica en el decurs de la batalla de Gal·lípoli.[3]
- Van caldre 3 anys per a aconseguir el finançament necessari per a rodar el film, ja que el govern australià es va negar a proporcionar-hi diners perquè considerava que la pel·lícula no era comercial.[3]
- A causa de la popularitat dels camps de batalla de la península de Gal·lípoli com a destinació turística, aquesta pel·lícula es projecta cada nit en un bon nombre d'hostals i hotels a diverses localitats de la península.[3][4]
- Amb un cost de 2,8 milions de dòlars, Gal·lípoli va ésser la pel·lícula més cara d'Austràlia fins aquell moment (1981).[3]
- El llibre que Jack llegeix als infants al principi del film és El llibre de la selva de Rudyard Kipling: el fragment que llegeix analitza el passatge de Mowgli a l'etapa adulta i, per als propòsits de la pel·lícula, prefigura el pas d'Archie a l'edat adulta, ja que se'n va a la guerra.[3]

## Errades del fim
- A la pel·lícula s'afirma que un home havia de tindre 21 anys com a mínim per a poder allistar-se. D'acord amb el lloc web Australian War Memorial,[5] els requisits d'edat per a l'any 1914 eren de 18-35 anys i per a 1915 de 18-45 anys.[6]
- Durant els assalts a les trinxeres turques, moltes de les baionetes de l'exèrcit australià són fetes de cautxú i es dobleguen de forma bastant perceptible a la pel·lícula.[6]